# Svartacksen
Svartacksen är en sjö i Rättviks kommun i Dalarna och ingår i Dalälvens huvudavrinningsområde. Sjön har en area på 0,302 kvadratkilometer och ligger 338,1 meter över havet. Sjön avvattnas av vattendraget Näsån.

## Delavrinningsområde
Svartacksen ingår i det delavrinningsområde (675489-147375) som SMHI kallar för Ovan Vansbäcken. Medelhöjden är 301 meter över havet och ytan är 6,03 kvadratkilometer. Det finns inga avrinningsområden uppströms utan avrinningsområdet är högsta punkten. Näsån som avvattnar avrinningsområdet har biflödesordning 4, vilket innebär att vattnet flödar genom totalt 4 vattendrag innan det når havet efter 296 kilometer. Avrinningsområdet består mestadels av skog (87 procent). Avrinningsområdet har 0,3 kvadratkilometer vattenytor vilket ger det en sjöprocent på 5 procent.